# Iskitim
Iskitim [iskitím] (rusko Искити́м) je mesto v Rusiji, v Novosibirski oblasti, upravno središče Iskitimskega rajona. Leta 2010 je imelo 63.678 prebivalcev.
Mesto so ustanovili leta 1717 ob reki Berd, desnem pritoku Oba, 65 km južno od Novosibirska. Status mesta je dobilo leta 1944.